# Cheiracanthium circulum
Espèce
Cheiracanthium circulum est une espèce d'araignées aranéomorphes de la famille des Cheiracanthiidae.

## Distribution
Cette espèce est endémique du Yunnan en Chine,. Elle se rencontre dans les xians de Longling et de Lushui.

## Description
Le mâle holotype mesure 6,63 mm et la femelle paratype 6,96 mm.

## Systématique et taxinomie
Cette espèce a été décrite par Li et Zhang en 2023.

## Publication originale
- Li & Zhang, 2023 : « Five new species of the long-legged sac spider genus Cheiracanthium C.L. Koch, 1839 (Araneae: Cheiracanthiidae) from China. » European Journal of Taxonomy, vol. 900, p. 81-105 (texte intégral).